# Валтер Дзенга
Валтер Дзенга (на италиански: Walter Zenga, L'Uomo Ragno – Човекът паяк) е италиански футболист и треньор. Роден е на 28 април 1960 г. в Милано, Италия. Считан за един от най-добрите вратари в света за всички времена.

## Кариера като футболист
Юноша на Интер. Дзенга започва да играе професионален футбол в Салернитана през 1978 г. След това преминава в Савона и Самбенедетезе в Серия Б. През 1982 се завръща в Интер където играе до 1994 г. (има 314 мача в Серия А с Интер). През 1994 пеминава в Сампдория, Падова (1996) и Ню Ингланд Революшън (1997-1999). Има записани 58 мача за националния отбор на Италия. С екипа на скуадра адзура записва рекорд от 518 минути без допуснат гол на световното през 1990. Участник на 2 световни първенства 1986, 1990. Три поредни години между 1989 и 1991 г. е избиран за №1 на поста в света в класацията на Международната федерация по футболна история и статистика. Шампион на Италия през 1989 и носител на две Купи на УЕФА (1991, 1994) с екипа на Интер.

## Кариера като треньор
Първите му опити като треньор са в САЩ като треньор на Ню Игнланд, след което води италианският Брера (2000), румънските Насионал (2002-2004) и Стяуа (2004-05). През 2005 г. поема Цървена звезда с която печели шампионската титла и купата на Сърбия и Черна гора. През 2006 поема отбора на Газиантеп, който напуска в средата на сезона. Пет месеца през 2007 води отбора от ОАЕ Ал-Аин. През лятото на 2007 поема Динамо (Букурещ) но подава оставка през ноември заради лоши резултати.
От началото на Сезон 2008-09 ръководи отбора на Катания от италианската Серия А.През 2018 поема тима на Кротоне.